# Chlamydacanthus euphorbioides
Chlamydacanthus euphorbioides är en akantusväxtart som beskrevs av Gustav Lindau. Chlamydacanthus euphorbioides ingår i släktet Chlamydacanthus och familjen akantusväxter. Inga underarter finns listade i Catalogue of Life.